# Bradford (Maine)
Bradford – miasto w Stanach Zjednoczonych, w stanie Maine, w hrabstwie Penobscot.